# Flinders (fiume)
Il Flinders (ingl. Flinders River) è il fiume più lungo del Queensland un Australia (circa 1004 km) e deve il suo nome all'esploratore Matthew Flinders, in onore del quale fu così denominato.  Esso nasce dalle falde occidentali della catena montuosa nota come Grande Catena Divisoria e scorre generalmente verso nord-ovest nel Paese del Golfo prima di entrare nel Golfo di Carpentaria.

## Corso e caratteristiche
Il fiume nasce nel gruppo di monti Burra Range, parte della Grande Catena Divisoria, 110 km a nord-est di Hughenden e scorre in direzione ovest passando da Hughenden Richmond e Julia Creek e quindi dirigendosi a nord-ovest verso il golfo di Carpentaria a 25 km a ovest di Karumba.
La parte meridionale del suo bacino idrografico è circondata dalla catena montuosa del Selwyn Range. Con i suoi 1.004 km di lunghezza il Flinders è l'ottavo fiume d'Australia Il bacino copre 109.000 km2.
L'utilizzo principale del bacino è il pascolo e altra agricoltura; esso copre l'1,5% del continente.
Un totale di 36 affluenti confluiscono nel Flinders, ma i principali sono il Cloncurry, il Saxby e il Corella, oltre al fiume Porcupine, che ha scavato vertiginose gole che si trovano nel  Porcupine Gorge National Park.
Altri piccoli affluenti sono: Range Creek, Morepork Creek, Oxley Creek, Canterbury Creek, Dutton River, Back Valley Creek, L-Tree Creek, Gorman Creek, Hazlewood Creek, Nonda Creek, Eurimpy Creek, Yambore Creek, Bynoe e Armstrong Creek. Il fiume scorre attraverso stagni permanenti e lastre di pietra.
Parecchie città si trovano nel sui bacino tra le quali McKinlay, Burke & Wills Junction, Hughenden, Richmond, Julia Creek e Cloncurry.
Il fiume ha una portata media annua all'estuario di 3.857 Gigalitri. e la portata massima registrata è di 18000 Gigalitri.
Il letto del fiume è composto di limo, argilla e sabbia, sabbia e ghiaia, ghiaia con ciottoli. Un ampio e piatto letto argilloso si trova nella zona ove i fiumi Gregory e Leichhardt entrano nel golfo.
Nel 2015 la popolazione residente nel bacino del fiume era di 6.600 persone della quale il 12% è indigena.

### Flora
La vegetazione lungo il fiume nella parte superiore del suo bacino comprende boschi di zone ripariali costituite da melaleuche tra le quali Melaleuca argentea, Melaleuca bracteata e Melaleuca fluviatilis ed eucalipti subdominanti tra i quali eucalipto rosso, Coolabah e in minor quantità Bauhinia. Tra le altre specie si segnala la Acacia salicina. Vi sono state trovate anche forme infestanti quali l'Acacia nilotica, la Cryptostegia grandiflora e la Zizyphus mauritiana.

## Storia

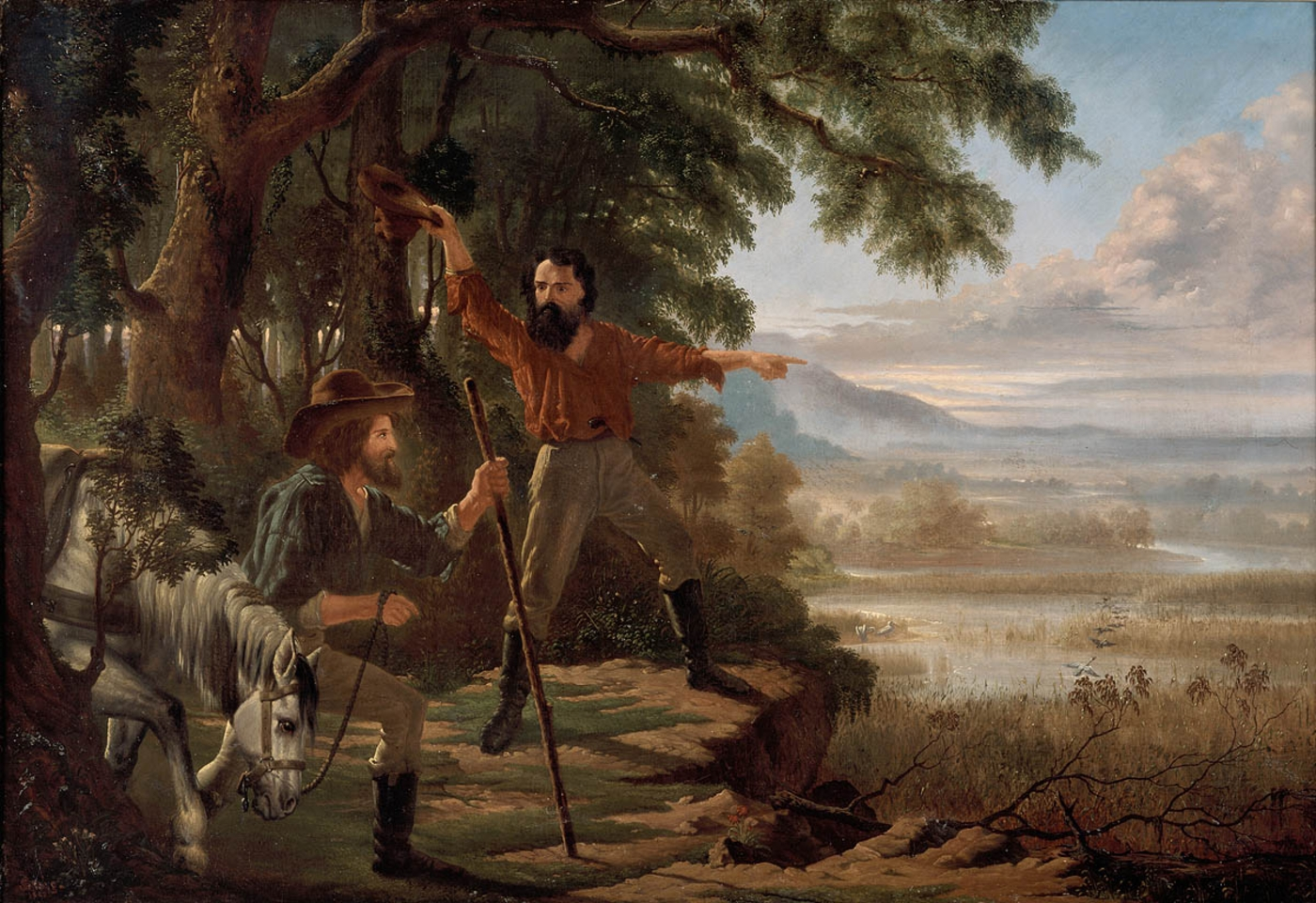
Edward Jukes Greig - Arrivo di Burke & Wills al fiume Flinders nel 1862

I tradizionali residenti dell'area sono i Kalkadoon, Mitakoodi, Kukatj, Guthaarn, Mayi-Yapi, Mayi-Kulan, Mayi-Thakurti, Ngawun, Wanamara, Mbara, Yirandali and Gugu-Badhun, popoli che hanno abitato la zona per millenni.
Il fiume Flinders venne così chiamato in onore dell'esploratore Matthew Flinders dal capitano Wickham e dal tenente John Lort Stokes della HMS Beagle nel 1841. Stoke esplorò l'estuario del Flinders e dei fiumi vicini e diede i nomi a numerosi altri luoghi caratteristici della zona tra i quali Disaster Inlet, Morning Inlet e il fiume Van Deiman.
Robert O'Hara Burke, William John Wills e Charles Gray raggiunsero la foce del fiume nel 1861 raggiungendo così lo scopo della loro spedizione. Il primo colono addetto alla pastorizia che coltivò la zona lungo il fiume fu James Gibson, che stabilì una fattoria nella prateria nel 1861. Nel 1864 egli ne costruì altre tra le quali la Millungera e la Taldora.
Massicce esondazioni del fiume ebbero luogo nel luglio del 1870. Una fattoria perse oltre 4.000 capi ovini e le strade furono interrotte. Nel 1917 un'esondazione ancor più ampia ebbe luogo, Hughenden fu inondata e numerose persone annegarono. Ancor maggiori inondazioni ebbero luogo negli anni 1955, 1960, 1974, 1991 and 2000.